# Cieli neri
Cieli neri è un brano del gruppo musicale italiano Bluvertigo, pubblicato nel 1998 come singolo tratto dall'album Metallo non metallo.
La canzone trae ispirazione da Orpheus di David Sylvian.

## Videoclip
Il videoclip per Cieli neri è stato realizzato montando insieme riprese dei membri della band con spezzoni estratti dal cortometraggio Screen Play, diretto dal regista inglese Barry Purves e realizzato con la tecnica dell'animazione passo uno. Il cortometraggio racconta una tragica storia d'amore illecita con lo stile del teatro giapponese Kabuki.

## Tracce
1. Cieli neri (radiophobic)
2. L.S.D. (total recall mix)
3. Prospettiva Nevsky (Franco Battiato)
4. Notte dopo un'esplosione – traccia fantasma di Metallo non metallo
5. Nightclubbing (live in studio)
6. Cieli neri (versione XII)